# ألين سيمس
ألين سيمس (بالإنجليزية: Allen Simms) هو منافس ألعاب قوى أمريكي، ولد في 26 يوليو 1982 في واشنطن العاصمة في الولايات المتحدة.

## وصلات خارجية
- ألين سيمس على موقع الاتحاد الدولي لألعاب القوى (الإنجليزية)